# Henri Vernes
Charles-Henri Dewisme (Aat, 16 oktober 1918 – Brussel, 25 juli 2021) bekend onder het pseudoniem Henri Vernes, was een Franstalig Belgisch schrijver.

## Carrière
Vernes was vooral bekend van zijn ca. 200 verhalen over Bob Morane. Hij begon met deze reeks in 1953. Andere door hem gehanteerde pseudoniemen waren: Jacques Colombo, Robert Davids, Duchess Holiday, C. Reynes, Jacques Seyr, Lew Shannon en Ray Stevens.
In 1937 trok hij met valse papieren naar het Verre-Oosten. Hij bezocht onder meer Port Said, Djibouti, Colombo, Singapore, Saigon, Hongkong, Kanton en Shanghai. Zijn avonturen zouden hem later te pas komen in zijn verhalen van Bob Morane. Een kortstondig huwelijk met de dochter van een Antwerpse diamantair in 1940 bezorgde hem een baan en tegelijk een introductie in de wereld van de diamant. Later wierp hij zich op de journalistiek en het schrijven van romans.
Onder zijn echte naam publiceerde hij onder meer:
- La porte ouverte (Éditions de la Renaissance du Livre, 1944)
- Les Zombis ou le secret des morts-vivants (Uitgeverij Grasset, 1957)

Zijn werken werden bewerkt voor stripverhaal, tekenfilm, televisiereeks en computerspel.
Zijn autobiografie verscheen in 2012 bij Uitgeverij Jourdan, onder de titel Mémoires.

## Bob Morane
Bob Morane is veruit het bekendste personage van Henri Vernes. Zijn avonturen werden uitgegeven in pocketreeks, stripverhaal en andere media. De reeks begint in 1953 met het verhaal La vallée infernale (in het Nederlands uitgegeven als De helse vallei).

## Archieven
In 2011 heeft hij zijn volledig archief geschonken aan het Rijksarchief in Doornik. Deze gift bestond uit persartikels, briefwisseling en gepubliceerde vertalingen van zijn werken. Vervolgens werd het geïnventariseerd, waarna het sinds juni 2020 daar vrij raadpleegbaar is.
- Bibsys: 90901620
- Biblioteca Nacional de España: XX958005
- Bibliothèque nationale de France: cb11928020t (data)
- CiNii: DA11496564
- Gemeinsame Normdatei: 119373734
- International Standard Name Identifier: 0000 0001 2132 6673
- Library of Congress Control Number: n86873545
- Nationale Bibliotheek van Tsjechië: jn20011019132
- Nationale Bibliotheek van Israël: 987007269603505171
- Nationale en Universitaire bibliotheek Zagreb: 000056474
- Nederlandse Thesaurus van Auteursnamen: 068946678
- Réseau des bibliothèques de Suisse occidentale: 02-A003938787
- Istituto Centrale per il Catalogo Unico: SBLV140876
- LIBRIS: 99599
- SNAC: w68g9n3r
- Système universitaire de documentation: 02718174X
- Virtual International Authority File: 51696951